# Grand Prix cycliste de Montréal 2016
La 7e édition du Grand Prix cycliste de Montréal a lieu le 11 septembre 2016. Il s'agit de la 25e épreuve de l'UCI World Tour 2016.
Il fut remporté par le cycliste belge Greg Van Avermaet.

## Présentation

### Équipes
| WorldTeams (18)- AG2R La Mondiale - Astana - BMC Racing Team - Etixx-Quick Step - FDJ - IAM Cycling - Lampre-Merida - Lotto-Soudal - Movistar Team - Orica-BikeExchange - Cannondale-Drapac - Giant-Alpecin - Katusha - Lotto NL-Jumbo - Sky - Tinkoff - Trek-Segafredo - Dimension Data Équipes continentales professionnelles (2)- Direct Énergie - Bora-Argon 18 Équipe nationale- Canada |
| |

## Classement final
| \| Classement général \| Classement général \| Classement général \| Classement général \| Classement général \| \| Coureur \| Coureur \| Pays \| Équipe \| Temps \| \| ------------------ \| ------------------ \| ------------------ \| ------------------ \| ------------------ \| \| 1er \| Greg Van Avermaet \| Belgique \| BMC Racing Team \| 5 h 27 min 04 s \| \| 2e \| Peter Sagan \| Slovaquie \| Tinkoff \| + 0 s \| \| 3e \| Diego Ulissi \| Italie \| Lampre-Merida \| + 0 s \| \| 4e \| Michael Matthews \| Australie \| Orica-BikeExchange \| + 0 s \| \| 5e \| Nathan Haas \| Australie \| Dimension Data \| + 0 s \| \| 6e \| Gianni Moscon \| Italie \| Team Sky \| + 0 s \| \| 7e \| Alberto Bettiol \| Italie \| Cannondale-Drapac \| + 0 s \| \| 8e \| Ion Izagirre \| Espagne \| Movistar Team \| + 0 s \| \| 9e \| Anthony Roux \| France \| FDJ \| + 0 s \| \| 10e \| Julian Alaphilippe \| France \| Etixx-Quick Step \| + 0 s \| \| 11e \| Simon Geschke \| Allemagne \| Giant-Alpecin \| + 0 s \| \| 12e \| Jasper Stuyven \| Belgique \| Trek-Segafredo \| + 0 s \| \| 13e \| Tiesj Benoot \| Belgique \| Lotto-Soudal \| + 0 s \| \| 14e \| Martin Elmiger \| Suisse \| IAM Cycling \| + 0 s \| \| 15e \| Oliver Naesen \| Belgique \| IAM Cycling \| + 0 s \| \| 16e \| Paul Voss \| Allemagne \| Bora-Argon 18 \| + 0 s \| \| 17e \| Tom-Jelte Slagter \| Pays-Bas \| Cannondale-Drapac \| + 0 s \| \| 18e \| David Tanner \| Australie \| IAM Cycling \| + 0 s \| \| 19e \| Ryder Hesjedal \| Canada \| Trek-Segafredo \| + 0 s \| \| 20e \| Romain Bardet \| France \| AG2R La Mondiale \| + 0 s \| |                    |           |                    |                 |
| |                    |           |                    |                 |
| Sources : ProCyclingStats Cycling Quotient |                    |           |                    |                 |
| Classement général |                    |           |                    |                 |
| Coureur | Coureur            | Pays      | Équipe             | Temps           |
| 1er | Greg Van Avermaet  | Belgique  | BMC Racing Team    | 5 h 27 min 04 s |
| 2e | Peter Sagan        | Slovaquie | Tinkoff            | + 0 s           |
| 3e | Diego Ulissi       | Italie    | Lampre-Merida      | + 0 s           |
| 4e | Michael Matthews   | Australie | Orica-BikeExchange | + 0 s           |
| 5e | Nathan Haas        | Australie | Dimension Data     | + 0 s           |
| 6e | Gianni Moscon      | Italie    | Team Sky           | + 0 s           |
| 7e | Alberto Bettiol    | Italie    | Cannondale-Drapac  | + 0 s           |
| 8e | Ion Izagirre       | Espagne   | Movistar Team      | + 0 s           |
| 9e | Anthony Roux       | France    | FDJ                | + 0 s           |
| 10e | Julian Alaphilippe | France    | Etixx-Quick Step   | + 0 s           |
| 11e | Simon Geschke      | Allemagne | Giant-Alpecin      | + 0 s           |
| 12e | Jasper Stuyven     | Belgique  | Trek-Segafredo     | + 0 s           |
| 13e | Tiesj Benoot       | Belgique  | Lotto-Soudal       | + 0 s           |
| 14e | Martin Elmiger     | Suisse    | IAM Cycling        | + 0 s           |
| 15e | Oliver Naesen      | Belgique  | IAM Cycling        | + 0 s           |
| 16e | Paul Voss          | Allemagne | Bora-Argon 18      | + 0 s           |
| 17e | Tom-Jelte Slagter  | Pays-Bas  | Cannondale-Drapac  | + 0 s           |
| 18e | David Tanner       | Australie | IAM Cycling        | + 0 s           |
| 19e | Ryder Hesjedal     | Canada    | Trek-Segafredo     | + 0 s           |
| 20e | Romain Bardet      | France    | AG2R La Mondiale   | + 0 s           |

Meilleur grimpeur:  Benjamin Perry (Équipe Canada)
Meilleur canadien:  Ryder Hesjedal (Trek-Segafredo)

### UCI World Tour
Ce Grand Prix cycliste de Montréal attribue des points pour l'UCI World Tour 2016, par équipes uniquement aux équipes ayant un label WorldTeam, individuellement uniquement aux coureurs des équipes ayant un label WorldTeam.
| Position           | 1er | 2e | 3e | 4e | 5e | 6e | 7e | 8e | 9e | 10e |
| Classement général | 80  | 60 | 50 | 40 | 30 | 22 | 14 | 10 | 6  | 2   |